# نوشو رپید (کانزاس)
نوشو رپید (به انگلیسی: Neosho Rapids) شهری در ایالت کانزاس کشور ایالات متحده آمریکا است که جمعیت آن در سرشماری سال ۲۰۱۰ میلادی، ۲۶۵ نفر بوده‌است.